# Морт (роман)
«Морт» (англ. Mort) — фентезійний роман англійського письменника Террі Пратчетта, опублікований у 1987 році. Є четвертим з серії «Дискосвіт», перший з підциклу про Смерть.

## Короткий зміст сюжету
У підлітковому віці Морт має характер і темперамент, які роблять його непридатним для сімейного фермерського бізнесу. Батько Морта Лезек бере його на місцевий ярмарок найму в надії, що Морт отримає учнівство; це не тільки забезпечило б роботу для його сина, але й сприяло б розвитку схильності його сина думати про чужі проблеми. Незадовго до опівночі приходить Смерть і бере Морта в учні (хоча його батько вважає, що він був учнем гробаря). Смерть забирає Морта до своїх володінь, де він зустрічає літнього слугу Смерті Альберта та його прийомну доньку Ізабель. Пізніше Морт супроводжує Смерть, коли він подорожує, щоб забрати душу короля Сто-Лата, якого має вбити інтриганський герцог Сто-Геліт. Після того, як Морт безуспішно намагається запобігти вбивству, Смерть попереджає його, що всі смерті наперед визначені, і що він не може втручатися в долю.
Пізніше Смерть доручає Морту забрати душу принцеси Келі, дочки вбитого короля, але він замість цього вбиває вбивцю, якого герцог послав за нею. Келі живе, але невдовзі після смерті вбивці люди починають поводитися так, ніби щось трапилося, не знаючи чому, а саме, якими будуть приготування до похорону та акти трауру. Невдовзі вона виявляє, що решта світу взагалі більше не визнає її існування, якщо вона не протистоїть їм, і навіть тоді лише в збентеженій манері, про яку відразу ж забувають. Згодом вона наймає чарівника Ігнеуса Катвелла, який може бачити її, оскільки він навчений бачити речі, невидимі для звичайних людей (наприклад, смерть), щоб зробити її існування очевидним для громадськості. Зрештою Морт виявляє, що його дії створили альтернативну реальність, у якій живе Келі, але він також дізнається, що вона перекривається оригінальною реальністю та зрештою припинить своє існування, убивши Келі. Консультуючись з Катвеллом, Морт бачить фотографію засновника Невидимого університету, Альберто Маліча, зазначивши, що він схожий на Альберта.
Морт і Ізабель відправляються в Стос, бібліотеку у володіннях Смерті, де зберігаються біографії всіх, хто коли-небудь жив, щоб дослідити Альберта, зрештою виявляючи, що він справді Маліч. Крім того, вони дізнаються, що Маліч боявся монстрів, які чекають на нього в потойбічному світі, і виконав зворотну версію обряду АшкЕнте в надії відвернути Смерть від нього. Однак заклинання дало зворотний ефект і відправило його на бік Смерті, де він залишився, щоб відкласти свою смерть. Протягом цього часу Смерть, прагнучи насолодитися тим, що таке бути людиною, подорожує до Анкх-Морпорка, щоб насолоджуватися новими враженнями, зокрема напиватися, танцювати, грати в азартні ігри та шукати роботу. Морт, у свою чергу, починає ставати більш схожим на Смерть, переймаючи його манери та аспекти його особистості, тоді як його власні повільно перекриваються.
Відсутність смерті змушує Морта зібрати наступні дві душі, які обидві розташовані в різних частинах Диска (в Агатській імперії та Цорті, відповідно), і повинні померти в ту ж ніч, коли альтернативна реальність буде знищена. Перед тим, як вони з Ізабель підуть, щоб зібрати душі, Морт використовує частину Смерті в собі, щоб змусити Альберта створити заклинання, яке сповільнить руйнування альтернативної реальності. Після того, як Морт і Ізабель йдуть, Альберт повертається до Невидимого університету під іменем Маліч. У цей час його прагнення жити на Диску відроджується, і він змушує чарівників виконати обряд АшкЕнте в надії нарешті вирватися з рук Смерті. Ритуал викликає як Смерть, так і ту частину Смерті, яка захопила Морта, повертаючи його до нормального стану. Не знаючи про зраду Альберта, Смерть повертає його до себе на службу, а бібліотекар перешкоджає втечі чарівника.
Морт і Ізабель подорожують до палацу Келі, де принцеса та Катвелл організували поспішну церемонію коронації в надії, що Келі можна буде коронувати королевою до того, як альтернативну реальність буде знищено. Оскільки реальність тепер занадто мала для заклинання Альберта, Морт і Ізабель рятують Келі та Катвелла від знищення за допомогою альтернативної реальності. Вони повертаються до володінь Смерті, щоб побачити розлюченого Смерть, який чекає на них, останній дізнался про дії Морта від Альберта. Смерть звільняє Морта і намагається забрати душі Келі та Катвелла, але Морт викликає його на дуель за них. Хоча Смерть зрештою виграє дуель, він рятує життя Морта і відправляє його назад на Диск.
Смерть переконує богів змінити первісну реальність, щоб Келі правила замість Герцога, який був ненавмисно вбитий під час дуелі Смерті та Морта через знищення його довічника. Морт і Ізабель, які закохалися протягом історії, одружуються, і Келі робить їх герцогом і герцогинею Сто Геліта, тоді як Катвелл стає господарем спальні королеви. Смерть відвідує весільний прийом Морта та Ізабель, де він попереджає Морта, що йому доведеться переконатися, що початкова доля Герцога виконана, і представляє йому альтернативну реальність, яку він створив, тепер зменшену до розміру великої перлини, перед двома розійтися на мировій основі.

## Головні герої
- Морт — юнак шістнадцяти років, рудий, худий, нескладний. Трохи не від цього світу, але далеко не дурень.
- Смерть — антропоморфічна сутність. Виглядає як скелет у чорній мантії, з блакитними іскрами в очницях замість очей. Смерть дуже пунктуальна, але іноді йому приходить в череп думка відпочити від своєї вічної роботи.
- Ізабель — прийомна дочка Смерті, виглядає як дівчина шістнадцяти років, з сріблястим волоссям. Насправді, «ось уже тридцять два роки», як їй шістнадцять — вона живе у Володіння Смерті, а там час не зовсім справжній. Ізабель захоплюється читанням книг чужих життів та шоколадом. Іноді катається на поні.
- Принцеса Келі, пізніше королева Келірехенна Перша — наслідна принцеса Сто Лата, дівчина років шістнадцяти, рудоволоса, дещо худорлява, але приваблива. Принцеса має рішучий характер.
- Огніус Кувиркс — молодий чарівник двадцяти років, який закінчив Незримий Університет і практикує у Сто Латі. Повний, бороди не носить. Неохайний у побуті, іноді буває метушливий, але дуже розумний і винахідливий.
- Альберт — слуга Смерті, у минулому був найбільшим магом.